# Come Monday
«Come Monday» es una canción compuesta e interpretada por el cantautor estadounidense Jimmy Buffett. Fue publicada en abril de 1974 como el segundo sencillo de su cuarto álbum de estudio, Living and Dying in ¾ Time.

## Antecedentes
Aunque su primer éxito fue en a principios de 1973 con «Grapefruit-Juicy Fruit», que alcanzó el puesto número 23 en la lista Easy Listening, Buffett tuvo su sencillo revelación con «Come Monday». La canción se grabó en octubre de 1973 en Woodland Sound, un estudio ubicado en Nashville, Tennessee, por el ingeniero de audio David McKinley. La canción incluía arreglos de cuerdas indicativos del sonido “Countrypolitan” de la época.

## Escritura y temática
«Come Monday» fue escrita mientras Buffett se dirigía a California para un espectáculo en 1973 y revela la dificultad de estar de gira y lejos de la familia. Originalmente escrita para Jane Slagsvol, con quien Buffett se casó en 1977, la canción detalla los altibajos de estar de gira y estar lejos de la persona que amas, junto con el alivio de saber que pronto volverá a casa.
Durante una aparición en The Late Show con David Letterman el 23 de marzo de 1983, Buffett reveló que «Come Monday» lo salvó de un profundo episodio depresivo. “Es una canción que me impidió suicidarme en el Howard Johnson's en el condado de Marin [California]. Bueno, fue un éxito, pagué el alquiler, saqué a mi perro de la perrera y también estaba terriblemente deprimido”.

## Lista de canciones
Todas las canciones escritas y compuestas por Jimmy Buffett.
1. «Come Monday» – 3:07
2. «The Wino and I Know» – 3:00